# Ukrainia (sastav)
"Ukrainia" je kanadsko-ukrajinski punk - rock - folk glazbeni sastav osnovan 2006. godine u Kanadi. Četveročlani sastav izvodi uglavnom rock - folk glazbu s ukrajinskim tradicionalnim elementima na ukrajinskom i engleskom jeziku. U svojim izvedbama najčešće koriste tri gitare, bubnjeve, harmoniku i manje pomoćne akustične instrumente. Članovi sastava su Paul Granger, Damian Sawka, Dave Martindale i Tom Werbowetski.
Središte sastava nalazi se u kanadskom gradu Ottawi, no često nastupaju u Sjedinjenim Državama, Ukrajini (posebno Kijevu) i europskim zemljama nastanjenim ukrajinskom dijasporom. Članovi glazbenog sastava "Ukrainia" uglavnom kreiraju pjesme s temama tradicionalne ukrajinske glazbe u modernijoj izvedbi. Članovi kanadsko-ukrajinskog sastava su potomci ukrajinskih doseljenika s početka 20. stoljeća.

## Poznate pjesme
- "Varynychky"
- "Vegas"
- "Tibo"
- "Ha-ha"

## Vanjske poveznice
- Stranice glazbenog sastava "Ukrainia"
- My space: "Ukrainia band"